# 岡村明香
岡村 明香（おかむら はるか、8月22日 - ）は、日本の女性声優。神奈川県伊勢原市出身。ケンユウオフィス準所属。

## 来歴
東京アナウンス学院、talk back卒業。
2020年からケンユウオフィスの預かり所属となる。

## 人物
趣味はぶたのグッズ集め。特技は食べ物を好き嫌いなく美味しそうに食べること。

## 出演
太字はメインキャラクター。

### テレビアニメ
2021年
- 回復術士のやり直し
- TSUKIPRO THE ANIMATION2（観客）

2022年
- SPY×FAMILY（2022年 - 2023年、ユーイン・エッジバーグ） - 3シリーズ
- 恋は世界征服のあとで（女子C）
- BIRDIE WING -Golf Girls' Story-（メイド）
- VAZZROCK THE ANIMATION（クラスメイトA）
- ドラえもん（放送部員）

2023年
- 王様ランキング 勇気の宝箱（子供）
- 夢見る男子は現実主義者（岡本葵）
- ゾン100〜ゾンビになるまでにしたい100のこと〜（避難民I）
- 呪術廻戦 懐玉・玉折/渋谷事変（改造人間、一般人）
- はめつのおうこく（六番ノ市）

2024年
- トリリオンゲーム（ガクの同級生）
- 神之塔 -Tower of God- 工房戦

2025年
- 薬屋のひとりごと（安氏の異母姉）
- グリザイア:ファントムトリガー（子供）
- ポケットモンスター（後輩）
- 履いてください、鷹峰さん（女性C、女子生徒F）
- 男女の友情は成立する?（いや、しないっ!!）（男の子C）
- 神椿市建設中。（神椿學園生徒A、教団員）
- 傷だらけ聖女より報復をこめて
- TO BE HERO X（アーチウ）
- SAKAMOTO DAYS（アナウンス）

### 劇場アニメ
- 劇場版 SPY×FAMILY CODE: White（2023年、ユーイン・エッジバーグ）
- ヴァージン・パンク Clockwork Girl（2025年、園児[16]）

### Webアニメ
- Plott（2021年 - ）[17]
  - 全力回避フラグちゃん!（失恋フラグ、破滅フラグ、ナナ）
  - 秘密結社ヤルミナティー（失恋フラグ）
  - ブラックチャンネル (失恋フラグ）
- タコピーの原罪（2025年、近所の人[3]）

### ゲーム
2020年
- クラッシュフィーバー（インネス）
- 英雄クロニクル（ヴィータ）
- 陰陽師本格幻想RPG（女の子）
- デュエル・マスターズ プレイス（蒼狼の始祖アマテラス、天雷龍姫エリザベス 他）

2021年
- バースセイバー（ウィークボーイA、ハードボーイB）

2023年
- 役づくりパズル ゆめいろユラム（タルト）
- マブラヴ：ディメンションズ（ステラ・ブレーメル）
- クイズRPG 魔法使いと黒猫のウィズ（リーリオ・ザグラード）
- SPY×FAMILY OPERATION DIARY（ユーイン・エッジバーグ）

2024年
- Poppy Playtime Chapter3

2025年
- やまとまほろば地魂これくしょん（能登）※ブラウザゲーム
- ヘブンバーンズレッド（カルロ）

### 吹き替え

#### 映画
- スパイキッズ:アルマゲドン（少女アトラス〈ブリエラ・ギザ〉）
- 底知れぬ愛の闇
- ニュー・ミュータント
- ふたりで終わらせる/IT ENDS WITH US

#### ドラマ
- 1分1秒の軌跡
- ウォーキング・デッド: ダリル・ディクソン（ローラン〈ルイ・ピュエシュ・シグリウッツ〉）
- FBI:インターナショナル
- ザ・コーリング〜刑事アヴラハムの使命〜（オリヴィア、サラ 他）
- タイムカット
- 未成年裁判（ペク・ソンウ〈イ・ヨン〉）
- ラブリー・リトル・ファーム

#### アニメ
- キャッチ!ティニピン（ヘイジュー）
- テレタビーズ（ダーダー）
- ハリエットはスパイ
- RINGING FATE（2025年、車内アナウンス女[13]）
- この恋で鼻血を止めて（2025年、母親[13]、アナウンス[4]、モカ似女[3]、受付[20]、スマホアナウンス[9] 他[21]）

### ナレーション
- みんなのおしゃべりチャットPV

### オーディオブック
- 彼女はキレイだった（チョ・ソンヒ）
- 花菱夫妻の退魔帖（白川紺子）

### テレビ番組
- お願い!ランキング 声優とラボ 早口-1グランプリ

### ナレーション
- Nintendo Switch「みんなのおしゃべりチャット」PV

### 舞台
- 2人のBig&SmallショーSP〜夢のCD一夜限りの本多劇場〜

### その他コンテンツ
- YOASOBI はじめてのCM企画

### シリーズ一覧
1. ↑  Season 1:第1クール（2022年）、Season 1:第2クール（2022年）、Season 2（2023年）